# Пасічник Микола Іванович
 Па́січник Мико́ла Іва́нович (нар.16 грудня 1958, Нарцизівка, Липовецький район, Вінницька область — український поет-гуморист. Член Національної спілки журналістів України (2008), Національної спілки письменників України (2013).

## Біографія
Народився 16 грудня 1958 року в с. Нарцизівці Липовецького району Вінницької області. Випускник філологічного факультету Вінницького державного педагогічного інституту (1980). Служив у війську. Працював кореспондентом Погребищенської районної газети «Колос», Могилів-Подільської міськрайонної «Наддністрянська правда», учителем української мови та літератури у м. Шостці Сумської області, директором Липовецької телерадіокомпанії. Нині — заступник редактора газети «Липовецькі вісті».

Займається громадською діяльністю. У 1989–1990 рр. був серед ініціаторів створення осередку Народного Руху України в Могилеві-Подільському, делегат ІІ Всеукраїнського з'їзду Руху (1990). Член Конгресу українських націоналістів.

## Літературна діяльність
Писати вірші, прозу почав, навчаючись у педінституті.

Автор віршованих книжок гумори та сатири:

- Бандитські штучки : гумор / М. І. Пасічник. — Липовець: Поліграфіст, 2003. — 91 с.;
- Веселий вулик : гумор / Микола Пасічник. — Вінниця: Діло, 2006. — 115 с. — ISBN 966-2917-06-3;
- Сіромахи : гумор та сатира / Микола Пасічник. — Вінниця: ФОП Рогальська І. О., 2011. — 80 с. — ISBN 978-966-2585-03-2.

Впродовж багатьох років друкує гуморески в газетах та журналах, зокрема, у «Сільських вістях», «Перці», а його твори звучать по радіо, зі сцени.

## Нагороди та відзнаки
- Всеукраїнська літературно-мистецька премія імені Степана Руданського (2021) — за книгу сатири і гумору «Кордебалети».[5]